# Dawn of Man
Dawn of Man è un videogioco indie gestionale survival sviluppato e pubblicato dalla Madruga Works. Annunciato il 22 maggio 2018, ha avuto una "closed beta" iniziata il 17 ottobre 2018, e in seguito un'uscita ufficiale il 1º marzo 2019.

## Modalità di gioco
Ambientato nella preistoria, il giocatore parte nel Paleolitico, e passa attraverso altre cinque epoche, ovvero il Mesolitico, il Neolitico, l'Età del Rame, l'Età del Bronzo e l'Età del Ferro. A capo di un villaggio di raccoglitori e cacciatori appena insediatosi in un dato luogo, l'obiettivo è trasformare il piccolo villaggio in un fiorente insediamento, facendo attenzione a soddisfare i fabbisogni degli abitanti, come cibo, acqua e indumenti, e al tempo stesso rendendoli il più autosufficienti possibili. Oltre alla gestione interna del villaggio, il giocatore deve assicurarsi che gli abitanti sopravvivano alle intemperie e alle invasioni dei predoni.
Prima di iniziare la partita, il giocatore sceglie uno dei tre mondi disponibili (Alba continentale, Terre del Nord e Antichi guerrieri), di cui solo il primo è già sbloccato, e successivamente la posizione iniziale; più essa è grande, migliore è lo spazio di costruzione; allo stesso tempo, più essa è ricca di risorse, più sarà facile progredire e far crescere l'insediamento. Gli elementi dello scenario di cui tener conto sono i corsi d'acqua per la pesca (e in seguito prima la raccolta d'acqua e poi quella d'argilla), i boschi per la legna e la cacciagione, le piante da frutta e ortaggi e le aree montuose per la selce, le rocce, i minerali e le altre materie prime. Generalmente, l'interfaccia offre due possibilità d'intervento per ogni lavoro, ovvero la selezione diretta, dove bisogna cliccare sulla risorsa e chiedere che sia raccolta (oppure cacciato se si tratta di un animale, o tagliato se è un albero), e il posizionamento di aree di lavoro, che consentono di creare zone in cui gli abitanti dell'insediamento svolgeranno automaticamente l'attività prescritta, automatizzando il processo.
Ogni partita presenta due difficoltà da scegliere: Normale e Hardcore.
| Normale | Hardcore |
| --- | --- |
| Salvataggi illimitati Possibilità di pausa Tecnologia uguale per le altre tribù Predoni in quantità medie Aggressioni animali ridotte | Salvataggio unico Nessuna pausa Le altre tribù progrediscono in proprio Predoni più numerosi Aggressioni animali regolari |

Gli abitanti dell'insediamento possono attraversare tre fasi della vita, ovvero infanzia, età adulta e vecchiaia. I bambini possono contribuire con poco alla società, limitandosi a raccogliere piccoli oggetti come bastoncini o ciotole di frutta o bacche, e possono indossare un indumento e tenere in mano solo un oggetto o risorsa. Gli adulti sono invece gli abitanti più attivi, e possono portare con loro un indumento, due attrezzi (ad esempio un'accetta e un coltello) e tre risorse. Gli anziani, infine, sono leggermente meno attivi, in quanto possono portare sempre due attrezzi e un indumento, ma anche due risorse, una in meno rispetto agli adulti. Gli umani presentano sei parametri, ovvero fame, sete, felicità, stamina, sonno e temperatura. È possibile selezionare un abitante e farlo correre cliccando due volte col tasto destro del mouse su un determinato punto, cosa che consumerà stamina. Gli abitanti possono morire di vecchiaia, disidratazione, fame o ipotermia, oppure per mano di animali feroci o predoni, oppure colpiti da fulmini nel caso di tempeste.
I progressi tecnologici che il gioco offre sono puramente logici e gestiti interamente dal giocatore: ogni conseguimento (come la caccia ad un animale, la costruzione di una qualsiasi struttura o della stessa struttura costruita varie volte, o il raggiungimento di un dato livello di popolazione, tanto per fare degli esempi) frutta punti progresso che, una volta accumulati a sufficienza, possono essere spesi per sbloccare nuove tecnologie. Come ci si può aspettare da un gestionale ambientato nel Paleolitico, gli abitanti dell'insediamento vivono infatti inizialmente in tende fatte di pelli d'animali, si nutrono di pesce e carne crudi e di frutta, e dispongono di armi in legno o selce molto deboli, utili solo per cacciare animali di piccole dimensioni e praticamente inoffensivi, principalmente gli erbivori; con il progredire del gioco, però, scoprire di nuovi strumenti per raccogliere e lavorare materie prime di migliore qualità (partendo dal legno e dalla selce, passando per le ossa, il rame e il bronzo, e raggiungendo il ferro e persino l'acciaio) consente di creare armi più resistenti ed efficaci, con cui attaccare animali anche più forti e pericolosi tra cui i mammuth, i rinoceronti e i bisonti, che fruttano molto di più in termini di cibo e altre risorse come ossa e pelli, ma anche per respingere i predoni, che compaiono a partire dal Neolitico e che saranno sempre più numerosi e forti a mano a mano che il giocatore progredisce tecnologicamente.
Esistono due parametri globali nell'insediamento:
- Benessere: dipende dalle statistiche di ogni abitante, dai loro fabbisogni nei confronti degli indumenti e dal surplus di cibo, e influisce sulla natalità e sull'immigrazione.
- Prestigio: dipende dalla quantità di edifici costruiti, dalla popolazione e dalle tecnologie scoperte, e ha effetti sull'immigrazione e sulla comparsa dei commercianti.

Oltre alla modalità standard di gioco, Dawn of Man contiene anche una serie di quattro sfide (La lunga marcia, Tempio del Sole, I pastori e Prima dell'alba), e due modalità creative, ambientate nell'Età della Pietra e in quella dei Metalli e dove non vi è alcun limite di creazione.

## Aggiornamenti del gioco
Dawn of Man ha ricevuto sette aggiornamenti finora, tutti gratuiti.
| Aggiornamento  | Data di uscita    | Descrizione aggiornamento |
| -------------- | ----------------- | --- |
| 1.Spiritual    | 6 maggio 2019     | Permette di costruire un tumulo, la struttura megalitica suprema, di utilizzare degli stendardi per migliorare il morale dell'insediamento, di costruire una statua, una struttura dell'Età del Bronzo, e di costruire un nuovo utensile, la trappola da pesci, l'utensile da pesca più avanzato del gioco. Include inoltre 3 nuove tecnologie correlate a queste nuove caratteristiche, tre nuovi brani musicali, nuovi conseguimenti e nuove pietre miliari per lo scenario Alba Continentale. |
| 2.Combat       | 15 luglio 2019    | Include tre nuove caratteristiche: gli scudi (che possono essere tondi a partire dall'Età del Bronzo od ovali a partire dall'Età del Ferro), le piattaforme (che possono essere costruite all'interno delle mura, e possono ospitare unità da tiro per respingere meglio gli incursori), e un nuovo livello di profondità delle miniere di ferro (su richiesta degli utenti del gioco). Sono inoltre introdotte due nuove tecnologie, tre nuove tracce musicali e qualche altro ribilanciamento. |
| 3.Fauna        | 30 settembre 2019 | Consente di iniziare in modalità Nomade (senza alcun edificio, ma con molte più risorse e cibo, sia nelle partite standard che in quelle creative) e addestrare i cani in modo che seguano gli umani nella caccia, oltre che a introdurre nuovi tipi di animale, come la iena delle caverne, l'elasmotherium, il bue muschiato e il cavallo inselvatichito, e anche nuovi utensili come la falce e il coltello in ossa. |
| 4.Solstice     | 9 dicembre 2019   | Introduce la possibilità di seppellire gli abitanti deceduti (con una nuova struttura chiamata Tumulo sepolcrale, e la nuova caratteristica sepolcrale del Dolmen e del Tumulo), e aggiornare il granaio e le scuderie a un nuovo livello (rispettivamente per l'Età del Ferro con un nuovo spazio per immagazzinare i beni alimentari, e per l'Età del Bronzo per immagazzinare più animali). Include inoltre due nuove tecnologie al riguardo, un ribilanciamento per la caccia, un miglior raccoglimento della raccolta di risorse dalla caccia, e vari altri miglioramenti. |
| 5.Farming      | 6 aprile 2020     | Introduce l'aratro e la sua tecnologia (l'aratro permette di raccogliere piantagioni più velocemente e senza penalità di morale), una postazione di trasporto (che immagazzina slitte, carriole e aratri per una nuova organizzazione dell'insediamento e una miglior gestione operaia) e nuovi modelli dei personaggi. |
| 6.Armor        | 27 luglio 2020    | Dona agli abitanti del villaggio la possibilità di vestire armature, costruibili attraverso l'Armaiolo, un nuovo edificio, che produce anche gli scudi (prima costruibili nel Laboratorio). L'armatura è disponibile in due varianti, in cuoio dall'Età del Bronzo e in Cotta di Maglia dall'Età del Ferro. È inoltre possibile scegliere la posizione dove si raduna la popolazione dopo che scatta un allarme, mentre le porte possono essere ruotate in otto direzioni e le mura possono essere costruite anche nell'acqua meno profonda. Si aggiungono tre nuove tecnologie, Armatura, Cotta di Maglia e Scudi Rinforzati. Le stesse strutture difensive ora sono anche più resistenti. |
| 7.Cheesemaking | 17 novembre 2020  | Ora è possibile costruire il casaro, dove si prepara il formaggio, un bene derivabile dal latte, più durevole e che può essere venduto. È possibile anche vendere animali ai commercianti, i quali li offrono per entrambi i sessi. |

## Accoglienza
| Testata                          | Versione | Giudizio |
| -------------------------------- | -------- | -------- |
| Metacritic (media al 29-02-2020) | PC       | 74/100   |
| ilvideogioco.it                  | PC       | 8+/10    |
| The Indie Game Website           | PC       | 8/10     |
| PC Games                         | PC       | 7/10     |
| Vandal                           | PC       | 8/10     |

Il gioco ha avuto un'accoglienza piuttosto positiva, con un punteggio di 74 punti su 100 in base alla media di 9 recensioni dai critici su Metacritic. Il sitoweb ilvideogioco.it lo ha considerato un ottimo riproduttore della dura vita dei primitivi, dal gameplay equilibrato ma anche ostacolato da un'intelligenza artificiale imperfetta, poche modalità di gioco e alcuni problemi tecnici.